# Schizidium almanum
Schizidium almanum is een pissebed uit de familie Armadillidiidae. De wetenschappelijke naam van de soort is voor het eerst geldig gepubliceerd in 1967 door Karl Wilhelm Verhoeff.